# Constant Fornerod
Constant Fornerod (ur. 30 maja 1819, zm. 27 listopada 1899) – szwajcarski polityk, członek Rady Związkowej od 11 lipca 1855 do 31 października 1867. Kierował następującymi departamentami:
- Departament Handlu i Ceł (1855–1856, 1858)
- Departament Polityczny (1857, 1863, 1867)
- Departament Finansów (1859–1861)
- Departament Obrony (1862, 1864–1866)[1]

Był członkiem Radykalno-Demokratycznej Partii Szwajcarii.
Przewodniczył Radzie Kantonów (1855). Pełnił funkcje wiceprezydenta (1856, 1862, 1866) i prezydenta (1857, 1863, 1867) Konfederacji.